# Olympische Sommerspiele 1900
| Medaillenspiegel               | Medaillenspiegel   | Medaillenspiegel | Medaillenspiegel | Medaillenspiegel | Medaillenspiegel |
| Platz                          | Land               | S                | B                | 3.               | Ges.             |
| ------------------------------ | ------------------ | ---------------- | ---------------- | ---------------- | ---------------- |
| 1                              | Frankreich         | 26               | 41               | 34               | 101              |
| 2                              | Vereinigte Staaten | 19               | 14               | 14               | 47               |
| 3                              | Großbritannien     | 15               | 6                | 9                | 30               |
| 4                              | Gemischtes Team    | 6                | 3                | 3                | 12               |
| 5                              | Schweiz            | 6                | 2                | 1                | 9                |
| 6                              | Belgien            | 5                | 5                | 5                | 15               |
| 7                              | Deutsches Reich    | 4                | 3                | 2                | 9                |
| 8                              | Italien            | 2                | 2                | —                | 4                |
| 9                              | Australien         | 2                | —                | 3                | 5                |
| 10                             | Dänemark           | 1                | 3                | 2                | 6                |
| …                              | …                  | …                | …                | …                | …                |
| 15                             | Österreich         | —                | 3                | 3                | 6                |
| Vollständiger Medaillenspiegel |                    |                  |                  |                  |                  |

Die Olympischen Sommerspiele 1900 (offiziell Spiele der II. Olympiade genannt) wurden in der französischen Hauptstadt Paris im Rahmen der Weltausstellung (Exposition Universelle et Internationale de Paris) ausgetragen. Die Wettbewerbe verteilten sich über fünf Monate und fanden zwischen dem 14. Mai und dem 28. Oktober 1900 statt.
Im Gegensatz zu einer Weltausstellung hatten Olympische Spiele sowohl in der Öffentlichkeit als auch in Kreisen der Sportfunktionäre und Sportler noch keinen Stellenwert. Die Organisatoren der Weltausstellung, unter deren Leitung auch alle Sportwettbewerbe veranstaltet wurden, sahen deshalb auch keine Veranlassung, sich den Forderungen und Ansprüchen von Pierre de Coubertin, dem Begründer der neuzeitlichen Olympischen Spiele, zu beugen. Selbst der Name Olympische Spiele wurde in keinem offiziellen Bericht und in nur wenigen Veröffentlichungen jener Zeit verwendet. Die Wettkämpfe trugen den offiziellen Namen Concours Internationaux d’Exercices Physiques et de Sports (Internationale Wettbewerbe für Leibesübungen und Sport).
Als lästiges Anhängsel der Weltausstellung gerieten die Wettkämpfe zu einer Nebensächlichkeit. Zuschauer waren eher zufällige Zaungäste, die Öffentlichkeit wurde kaum informiert. Die Bedingungen für die Sportler waren teilweise unzumutbar und die Wettkampforte über ganz Paris verteilt. Es gab Sportler, die niemals oder erst Jahre später erfuhren, dass sie an Olympischen Spielen teilgenommen hatten. Erstmals konnten auch Frauen an Wettkämpfen bei Olympischen Spielen teilnehmen.
Die völlige Bedeutungslosigkeit von Coubertin und dem Internationalen Olympischen Komitee (IOC) bei diesen Spielen führte zu Problemen bei der späteren Aufarbeitung der Geschehnisse und deren Einordnung in die olympische Historie. Das IOC hat die Olympischen Spiele 1900 als solche legitimiert und seine offizielle Haltung zu olympischen Wettbewerben und zu den Olympiasiegern und Platzierten bzw. deren Nationalität veröffentlicht. Eine Reihe von Sporthistorikern sehen dabei allerdings eine lückenhafte Aufarbeitung und fehlerhafte Deutungen. Statistisch betrachtet haben diese Spiele damit eine offizielle Sichtweise, die des IOCs, und eine durch historische Fakten erweiterte Sichtweise, die zu zahlreichen abweichenden Veröffentlichungen geführt hat, vor allem wenn es um die Zählweise der Teilnehmer, der Nationen und der Medaillen geht.

## Wahl des Austragungsortes

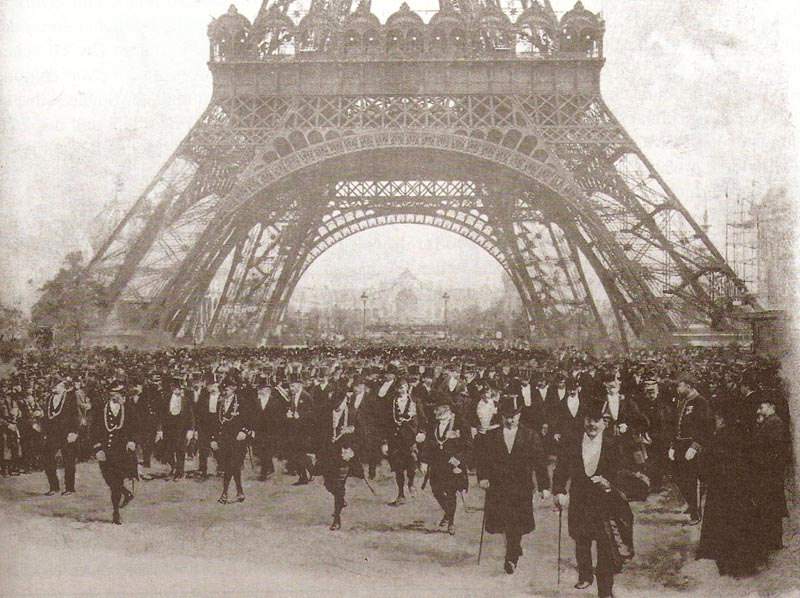
Paris 1900
Offizielle Eröffnung der Weltausstellung
14. April 1900

Pierre de Coubertin hatte bei seiner Idee für die Erneuerung der Olympischen Spiele als erstmaligen Austragungsort ursprünglich Paris im Sinn. Auch das Jahr 1900 als markantes Datum entsprach seinen Vorstellungen, und die parallele Durchführung mit der Weltausstellung sollte den Olympischen Spielen zu Glanz und Ruhm verhelfen.
Bei einem internationalen Sportkongress 1894 an der Sorbonne in Paris, der später als erster Olympischer Kongress in die Geschichte eingehen sollte, beschlossen die von Coubertin eingeladenen Vertreter von Sportverbänden verschiedener Länder die Ausrichtung Olympischer Spiele. Allerdings stand man Coubertins Wunsch nach Ort und Zeit skeptisch gegenüber, da die lange Wartezeit bis 1900 das Projekt nach allgemeiner Auffassung hätte gefährden können. Vorsitzender der Kommission, die den Beschluss herbeigeführt hatte, war der Grieche Dimitrios Vikelas. In einem Gespräch mit Coubertin kamen beide überein, bereits 1896 in Athen die ersten Olympischen Spiele auszutragen. Danach würde man im geplanten Rhythmus von vier Jahren als nächsten Austragungsort Paris bestimmen.
Die Entscheidung, die ersten Olympischen Spiele nicht in Paris auszutragen, wird rückblickend als Glücksfall der Geschichte gewertet. Die Spiele in Athen verliefen erfolgreich und glanzvoll. Es ist kaum vorstellbar, dass die olympische Idee überlebt hätte, wären zuerst die vom Chaos geprägten Spiele von Paris veranstaltet worden.
Der Verlauf der Spiele von Athen hatte aber auch negative Randerscheinungen, die eine Austragung der folgenden Spiele in Paris fast vereitelt hätten. Der Erfolg bestärkte die Griechen in ihrer Auffassung, dass Olympische Spiele dauerhaft nur in Griechenland stattzufinden hätten, schließlich lag hier ja auch der historische Ursprung mit der antiken Stätte Olympia. Noch während des Abschlussbankettes der Spiele von Athen gab König Georg I. von Griechenland seine Ansprüche bekannt, und Tage später wurde sogar ein Gesetzentwurf im griechischen Parlament eingebracht.
Coubertins Konzept zur Verbreitung einer weltumspannenden olympischen Bewegung beinhaltete den vierjährigen Austragungsrhythmus, eine Olympiade, und die Durchführung an stets wechselnden Orten. Mit dauerhaften Spielen in Griechenland wäre Coubertins Idee gescheitert, und das von ihm berufene IOC würde seine Bedeutung verlieren. Er wandte sich mit einem Kompromissvorschlag an den griechischen Kronprinzen Konstantin I., dem er Spiele in Griechenland auf Dauer vorschlug, die in den Jahren zwischen den eigentlichen Olympischen Spielen (1898, 1902 usw.) ausgetragen werden sollten. Über das Aussehen dieser Spiele bestanden unterschiedliche Auffassungen, jedoch rückte die Realisierung dieses Kompromisses ohnehin schon 1897 in weite Ferne, nachdem der Türkisch-Griechische Krieg um Kreta finanzielle und logistische Probleme verursacht hatte. Damit war Paris als Austragungsort der Olympischen Spiele 1900 vollends gefestigt.

## Organisation

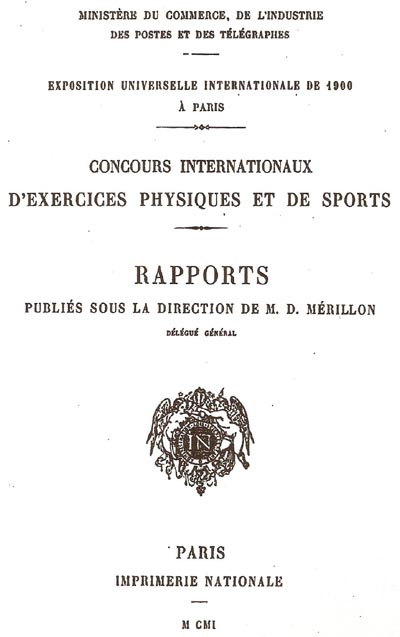
Titelseite des offiziellen Berichts
über die Sportwettbewerbe
der Weltausstellung

Schon Monate vor dem ersten Olympischen Kongress 1894 versuchte Coubertin in einem Gespräch mit Alfred Picard, dem Generalsekretär der seinerzeit bereits beschlossenen Weltausstellung in Paris, diesen von der olympischen Idee zu begeistern und von einer Verbindung mit der Weltausstellung zu überzeugen. Picard ging jedoch auf die Wünsche von Coubertin nicht ein, im Gegenteil, er beabsichtigte, bei der Weltausstellung unter eigener Leitung verschiedene Sportwettbewerbe durchzuführen. Auch der französische Präsident Félix Faure zeigte sich uninteressiert, obwohl Coubertin in der Hoffnung auf Unterstützung eigens in dessen Heimatstadt Le Havre 1897 den zweiten Olympischen Kongress abgehalten hatte.
Coubertin sah sich angesichts der knappen Vorbereitungszeit zum Handeln gezwungen und gründete im Mai 1898 ein Organisationskomitee. Als Präsident ernannte er einen persönlichen Vertrauten, den Vicomte Charles de la Rochefoucauld. In den Augen der Organisation der Weltausstellung handelte es sich hierbei um einen kontroversen und gegen die eigenen Bestrebungen gerichteten Akt. Sofort ergriff man Maßnahmen, welche die Arbeit von Rochefoucaulds Komitee beeinträchtigten. Der Racing Club de France und der Stade Français, die bedeutendsten französischen Sportvereine jener Zeit sowie der nicht minder bedeutende französische Sportverband Union des sociétés françaises de sports athlétiques (USFSA) wurde für die Organisation der Wettbewerbe der Ausstellungsleitung gewonnen. Anschließend beanspruchte die USFSA alle Rechte an jeglichen Sportveranstaltungen im Jahr 1900 in Paris. Im Februar 1899 wurde von der Leitung der Weltausstellung ein offizielles Komitee gegründet, zu dessen Generalkommissar Daniel Mérillon berufen wurde. Mérillon, der Präsident des französischen Schützenbundes war, nahm selbst an Schießwettkämpfen teil und beteiligte sich auch in späteren Jahren noch als aktiver Sportler an Olympischen Spielen.
Das Komitee von Coubertin war damit kein kompetenter Gesprächspartner mehr und praktisch handlungsunfähig. Der einzige Erfolg bestand in den Bemühungen um die Teilnahme ausländischer Sportler. Dank Coubertins Kontakte hatte es bereits mehrere Zusagen aus den Ländern der im IOC vertretenen Mitglieder gegeben. Rochefoucauld legte im April 1899 sein Amt als Präsident des Komitees nieder. Nach der anschließenden Selbstauflösung des Komitees blieb Coubertin keine andere Wahl, als sich der Ausstellungsleitung und deren Organisationskomitee zu unterstellen, wollte er an seiner olympischen Idee festhalten.
Die Organisatoren sahen in Coubertin nur noch einen Gehilfen, der ausländische Sportler nach Paris einladen sollte, um der Weltausstellung durch die internationale Beteiligung mehr Glanz zu verleihen. Seine Berufung zum Generalsekretär ehrenhalber für die athletischen Wettbewerbe hatte nur formalen Charakter.

## Wettkampforte

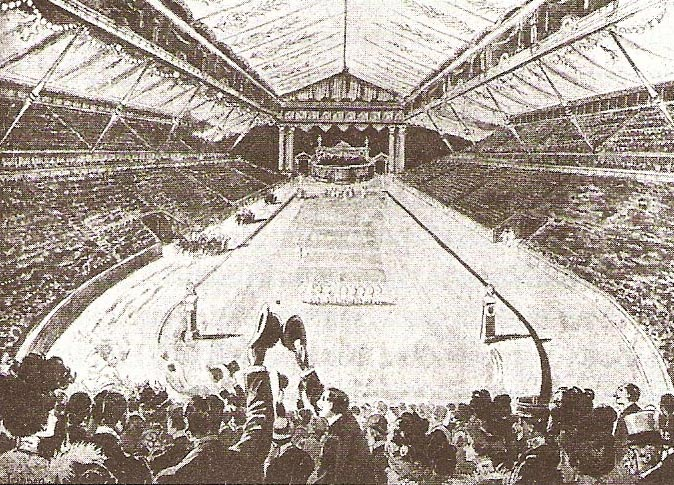
Von Coubertin projektiertes Stadion
für die Olympischen Spiele 1900

Ursprünglich hatte Coubertin die Idee, den heiligen Hain von Olympia, die Altis, in einer originalgetreuen Kopie auf dem Gelände der Weltausstellung aufzubauen. Nachdem er diesen Plan aus finanziellen Gründen fallen gelassen hatte, plante er den Bau einer Sportstätte nach dem Vorbild des Panathinaiko-Stadions in Athen, allerdings mit einem verschiebbaren Zeltdach. Der Ausstellungsleitung waren diese Pläne für den Anlass überzogen und nicht finanzierbar. Man beschloss, alle Wettkämpfe auf vorhandenen Anlagen auszutragen, musste dazu aber die einzelnen Veranstaltungen über ganz Paris verteilen.
Die meisten Wettkämpfe fanden auf dem Gelände der Weltausstellung in Vincennes, dem Annexe de Vincennes, statt. Das hier vorhandene Vélodrome municipal wird als Hauptwettkampfstätte der Spiele angesehen, in ihm wurde Radsport, Rugby, Fußball, Cricket und Gerätturnen ausgetragen. Die Wettkämpfe der Leichtathletik und im Tauziehen fanden im Croix Catelan, dem Sportplatz des Racing Club de France im Bois de Boulogne statt.
Schwimmen, Wasserball und Rudern wurden im offenen Wasser der Seine bei Asnières-sur-Seine ausgetragen. Segeln fand auf der Seine bei Meulan und im Ärmelkanal vor Le Havre statt.
Die übrigen Austragungsorte waren
- das Camp de Satory, ein Militärlager bei Versailles für die Schießwettkämpfe,
- der große Festsaal der Ausstellung in den Tuilerien für Fechten,
- Sportplätze auf der Île de Puteaux für Tennis,
- ein altes Radstadion im Bois de Vincennes für Bogenschießen,
- ein Reitplatz im 7. Arrondissement von Paris für Reiten,
- eine Anlage im Parc de Bagatelle der dort beheimateten Polovereinigung für Polo,
- eine Anlage in Neuilly-sur-Seine der ortsansässigen Pelotavereinigung für Pelota
- eine Platzanlage des Cercle du Bois de Boulogne für Krocket und
- der Golfplatz von Compiègne für Golf.

Damit sind jedoch noch nicht alle Wettkampforte erwähnt. Für die allgemein als nichtolympisch bezeichneten Wettbewerbe gab es zahlreiche weitere Austragungsorte.

## Wettkampfprogramm

### Dauer der Veranstaltung, Auswahl erster Sportarten
Von den ersten bis zu den letzten Wettkämpfen dauerte es 168 Tage, davon wurden allerdings nur an 71 Tagen Wettkämpfe ausgetragen und an 36 Tagen Medaillen vergeben.
Die Wettbewerbe für die Olympischen Spiele 1900 wurden nicht vom IOC oder von Coubertin festgelegt. Ein von der Weltausstellungsleitung gegründetes Komitee unter der Führung von Daniel Mérillon hatte die Aufgabe, Sportwettkämpfe als Bestandteil der Weltausstellung auszurichten. Der von Coubertin und seinem Komitee zuvor verfasste Programmentwurf wurde von Mérillon verworfen. Sein eigenes Programm umfasste eine Fülle von Wettbewerben, die den Ansprüchen einer Weltausstellung genügen sollten. Sie hatten deshalb vielfach den Charakter von Schauwettkämpfen, zum Beispiel die Wettbewerbe für Feuerwehren oder das Militär, oder es stand eine technische Leistungsfähigkeit im Vordergrund, zum Beispiel bei den Wettbewerben für Automobilisten und Ballonfahrer.

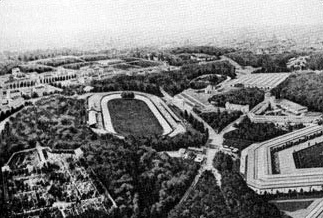
Velodrome de Vincennes
auf dem Weltausstellungsgelände

Aus den vom IOC veröffentlichten Siegerlisten ergeben sich 89 Wettbewerbe, die den Olympischen Spielen 1900 zugeordnet werden. In Übereinstimmung damit befindet sich auch der ebenfalls vom IOC veröffentlichte Medaillenspiegel. An anderer Stelle beziffert das IOC die Anzahl allerdings auf 95 Wettbewerbe. Dies entspricht den Angaben, die der Sporthistoriker Bill Mallon ermittelt und veröffentlicht hat. Die Verwirrung ist dadurch zu erklären, dass selbst in den gemeinhin unumstrittenen olympischen Sportarten, wie zum Beispiel Radsport oder Schießsport, einzelne Wettkämpfe ausgetragen wurden, die einen unklaren olympischen Charakter besaßen.
Schon beim ersten Olympischen Kongress 1894 wurde festgelegt, dass nur Amateure an Olympischen Spielen teilnehmen durften. Auch wenn diese Regel in der Folgezeit entschärft wurde, hatte sie für das Jahr 1900 unbestrittene Gültigkeit. Viele Wettkämpfe der Weltausstellung waren jedoch ausschließlich Berufssportlern vorbehalten. Ein Wettkampf sollte nach der Vorstellung von Coubertin für jeden Athleten frei zugänglich sein, also keine an die Person des Teilnehmers gebundene Einschränkung besitzen, zum Beispiel hinsichtlich Alter, Nationalität oder Weltanschauung. Frei nach dem Motto citius, altius, fortius sollte es auch keine Handicaps zur Nivellierung unterschiedlicher Leistungsstärken geben. Die zu jener Zeit sehr beliebten Handicapwettkämpfe besaßen demnach ebenso wenig olympischen Charakter wie die vielen Wettbewerbe, die ausschließlich für Schüler, Junioren oder nur für Franzosen veranstaltet wurden.
Eine klare Abgrenzung fällt rückblickend mangels ausreichender historischer Belege schwer. Die vom IOC veröffentlichten 89 Wettbewerbe (73 für Männer, 2 für Frauen, 1 Mixed sowie 13 offene Wettbewerbe) und stellen eine Mindestzahl dar. Sie verteilten sich auf 19 Sportarten/20 Disziplinen.

### Olympische Sportarten/Disziplinen
- Bogenschießen Gesamt (6) = Männer (6)
- Cricket Gesamt (1) = Männer (1)
- Fechten Gesamt (7) = Männer (7)
- Fußball Gesamt (1) = Männer (1)
- Golf Gesamt (2) = Männer (1)/Frauen (1)
- Krocket Gesamt (3) = Offen (3)
- Leichtathletik Gesamt (23) = Männer (23)
- Pelota Gesamt (1) = Männer (1)
- Polo Gesamt (1) = Männer (1)
- Radsport Gesamt (2) = Männer (2)
- Reitsport Gesamt (3) = Männer (3)
- Rudern Gesamt (5) = Männer (5)
- Rugby Union Gesamt (1) = Männer (1)
- Schießen Gesamt (9) = Männer (9)
- Schwimmsport
  -  Schwimmen Gesamt (7) = Männer (7)
  -  Wasserball Gesamt (1) = Männer (1)
- Segeln Gesamt (10) = Offen (10)
- Tauziehen Gesamt (1) = Männer (1)
- Tennis Gesamt (4) = Männer (2)/Frauen (1)/Mixed (1)
- Turnen Gesamt (1) = Männer (1)

Anzahl der Wettkämpfe in Klammern/Tauziehen wurde damals der Leichtathletik zugeordnet und erst später vom IOC als eigene Sportart betrachtet.
Das waren 46 Wettbewerbe und 10 Sportarten/Disziplinen mehr als in Athen 1896. Nachfolgend die Änderungen im Detail:
- Bogenschießen wurde mit Au cordon doré (Scheibenschießen) 33 m, Au cordon doré (Scheibenschießen) 50 m, Au chapelet (Scheibenschießen) 33 m, Au chapelet (Scheibenschießen) 50 m, Sur la perche à la herse (Mastschießen) und Sur la perche à la pyramide (Mastschießen) für die Männer olympisch.
- Cricket, Fußball, Pelota, Polo und Wasserball wurden ins olympische Programm aufgenommen.
- Im Fechten erweiterten Degen Einzel, Degen für Fechtmeister, Säbel für Fechtmeister und Degen für Amateure und Fechtmeister für Männer das Programm.
- Gewichtheben (2 Wettkämpfe) und Ringen (1 Wettkampf) fehlten in Paris 1900 im Programm.
- Golf wurde mit Einzel für Männer und Frauen olympisch.
- Krocket wurde mit Einzel – Ein Ball, Einzel – Zwei Bälle und Doppel olympisch. Dabei waren es offene Wettkämpfe, an denen sowohl Männer als auch Frauen teilnehmen durften.
- In der Leichtathletik erweiterten die 60 m, 200 m, 200 m Hürden, 400 m Hürden, 2500 m Hindernis, 4000 m Hindernis, 5000 m Mannschaftslauf, Hammerwurf, Hochsprung aus dem Stand, Weitsprung aus dem Stand und Dreisprung aus dem Stand für Männer das Programm.
- Der Radsport war mit der Disziplin Bahnradsport im olympischen Programm vertreten, dass durch die 25 km für Männer erweitert wurde. Die Disziplin Straßenradsport entfiel.
- Reitsport wurde mit der Disziplin Springreiten olympisch. Das Programm bestand aus dem Einzel im Springreiten und dem Hoch- und Weitsprung.
- Rudern wurde mit dem Einer, Zweier mit Steuermann, Vierer mit Steuermann und Achter olympisch.
- Rugby wurde mit der Disziplin Rugby Union Teil des olympischen Programms.
- Im Schießen wurde das Programm durch Trap, Armeegewehr kniend 300 m, Armeegewehr liegend 300 m, Armeegewehr stehend, Armeegewehr Dreistellungskampf 300 m, Armeegewehr Dreistellungskampf 300 m Mannschaft, 300 m und Freie Pistole 50 m Mannschaft für Männer erweitert – hingegen entfielen Armeegewehr 200 m, Armeegewehr beliebige Position 300 m und Armeepistole 25 m für Männer
- Beim Schwimmen wurde das Programm um 200 m Freistil, 1000 m Freistil, 4000 m Freistil, 200 m Rücken, 400 m Mannschaftsschwimmen, 200 m Hindernisschwimmen und Unterwasserschwimmen für Männer erweitert – hingegen entfielen 100 m Freistil, 500 m Freistil, 1200 m Freistil und das 100-m-Matrosenschwimmen für Männer.
- Segeln wurde mit den offenen Bootsklassen 0-0,5 Tonnen, 0,5-1 Tonnen, 1-2 Tonnen, 2-3 Tonnen, 3-10 Tonnen, 10-20 Tonnen und einer offenen Gewichtsklasse olympisch.
- Tauziehen wurde ins olympische Programm aufgenommen.
- Beim Tennis wurde das Programm um Dameneinzel und Mixed-Doppel erweitert.
- Im Turnen ersetzte der Einzelmehrkampf die Entscheidungen in Barren, Pauschenpferd, Reck, Ringe, Sprung und Tauhangeln – darüber hinaus wurde Barren- und Reckmannschaft gestrichen.

Die Organisation der Weltausstellung teilte ohnehin die verschiedenen Wettbewerbe in vollkommen anders gearteter Weise auf, indem man 12 Sektionen bildete, die eine Reihe von olympischer und nichtolympischer Sportarten zusammenfasste. Beispielsweise gehörten zur Sektion VIII Sport Nautique (Wassersport) neben Wettkämpfen im Rudern, Segeln und Schwimmen, auch Motorbootrennen und Angelwettbewerbe.
Die folgende Liste enthält Sportarten bzw. Wettbewerbe, die allgemein als nichtolympisch angesehen werden, aber Bestandteil des Sportprogramms der Weltausstellung waren:
- Automobilwettfahrten, es handelte sich dabei um Schnelligkeits- und Zuverlässigkeitsfahrten, darunter Fahrten eigens für Taxis und Lieferwagen
- Ballonfahren
- Boule
- Feuerwehrsport
- Flugsport, es handelte sich dabei um Weiten-, Höhen- und Zielfahrten und auch Wettbewerbe, bei denen man Spielzeugdrachen steigen ließ
- Gespannfahren, es handelte sich dabei um Pferdekutschen mit einem Vierergespann
- Jeu de Paume
- Motorbootsport, es handelte sich dabei um Schnelligkeits- und Langstreckenrennen
- Motorradsport, Wettbewerbe um Motorräder, an denen ausschließlich Franzosen teilnahmen

## Zeitplan

### Mai/Juni
| Zeitplan       | Zeitplan       | Zeitplan | Zeitplan | Zeitplan | Zeitplan | Zeitplan | Zeitplan | Zeitplan | Zeitplan | Zeitplan | Zeitplan | Zeitplan | Zeitplan | Zeitplan | Zeitplan | Zeitplan | Zeitplan | Zeitplan | Zeitplan | Zeitplan | Zeitplan | Zeitplan           |
| Disziplin      | Disziplin      | Mo. 14.  | …        | Sa. 19.  | So. 20.  | Mo. 21.  | Di. 22.  | Mi. 23.  | Do. 24.  | Fr. 25.  | Sa. 26.  | So. 27.  | Mo. 28.  | Di. 29.  | Mi. 30.  | Do. 31.  | Fr. 1.   | Sa. 2.   | …        | Do. 14.  | Fr. 15.  | Ent- schei- dungen |
| Disziplin      | Disziplin      | Mai      | Mai      | Mai      | Mai      | Mai      | Mai      | Mai      | Mai      | Mai      | Mai      | Mai      | Mai      | Mai      | Mai      | Mai      | Juni     | Juni     | Juni     | Juni     | Juni     | Ent- schei- dungen |
| -------------- | -------------- | -------- | -------- | -------- | -------- | -------- | -------- | -------- | -------- | -------- | -------- | -------- | -------- | -------- | -------- | -------- | -------- | -------- | -------- | -------- | -------- | ------------------ |
| Fechten 1      | Fechten 1      |          |          |          |          | 1        |          |          |          |          |          |          |          | 1        |          |          |          |          |          | 2        | 1        | 5                  |
| Pelota         | Pelota         |          |          |          |          |          |          |          |          |          |          |          |          |          |          |          |          |          |          | 1        |          | 1                  |
| Polo           | Polo           |          |          |          |          |          |          |          |          |          |          |          |          |          |          |          |          | 1        |          |          |          | 1                  |
| Reitsport      | Reitsport      |          |          |          |          |          |          |          |          |          |          |          |          | 1        |          | 1        |          | 1        |          |          |          | 1                  |
| Segeln 2       | Segeln 2       |          |          |          | 1        |          | 3        |          | 2        | 3        |          |          |          |          |          |          |          |          |          |          |          | 9                  |
| Entscheidungen | Entscheidungen |          |          |          | 1        | 1        | 3        |          | 2        | 3        |          |          |          | 2        |          | 1        |          | 2        |          | 3        | 1        | 64                 |
|                |                | Mo. 14.  | …        | Sa. 19.  | So. 20.  | Mo. 21.  | Di. 22.  | Mi. 23.  | Do. 24.  | Fr. 25.  | Sa. 26.  | So. 27.  | Mo. 28.  | Di. 29.  | Mi. 30.  | Do. 31.  | Fr. 1.   | Sa. 2.   | …        | Do. 14.  | Fr. 15.  |                    |
| Mai            | Mai            | Mai      | Mai      | Mai      | Mai      | Mai      | Mai      | Mai      | Mai      | Mai      | Mai      | Mai      | Mai      | Mai      | Juni     | Juni     | Juni     | Juni     | Juni     |          |          |                    |

### Juni/Juli/August
| Zeitplan        | Zeitplan        | Zeitplan | Zeitplan | Zeitplan | Zeitplan | Zeitplan | Zeitplan | Zeitplan | Zeitplan | Zeitplan | Zeitplan | Zeitplan | Zeitplan | Zeitplan | Zeitplan | Zeitplan | Zeitplan | Zeitplan | Zeitplan | Zeitplan | Zeitplan | Zeitplan | Zeitplan | Zeitplan | Zeitplan | Zeitplan | Zeitplan | Zeitplan | Zeitplan | Zeitplan | Zeitplan | Zeitplan | Zeitplan | Zeitplan           |
| Disziplin       | Disziplin       | Di. 19.  | Mi. 20.  | Do. 21.  | Fr. 22.  | Sa. 23.  | So. 24.  | Mo. 25.  | Di. 26.  | Mi. 27.  | Do. 28.  | …        | Mi. 4.   | Do. 5.   | Fr. 6.   | …        | Mi. 11.  | …        | Sa. 14.  | So. 15.  | Mo. 16.  | Di. 17.  | Mi. 18.  | Do. 19.  | …        | So. 22.  | …        | Mi. 1.   | Do. 2.   | Fr. 3.   | Sa. 4.   | So. 5.   | Mo. 6.   | Ent- schei- dungen |
| Disziplin       | Disziplin       | Juni     | Juni     | Juni     | Juni     | Juni     | Juni     | Juni     | Juni     | Juni     | Juni     | Juni     | Juli     | Juli     | Juli     | Juli     | Juli     | Juli     | Juli     | Juli     | Juli     | Juli     | Juli     | Juli     | Juli     | Juli     | Juli     | August   | August   | August   | August   | August   | August   | Ent- schei- dungen |
| --------------- | --------------- | -------- | -------- | -------- | -------- | -------- | -------- | -------- | -------- | -------- | -------- | -------- | -------- | -------- | -------- | -------- | -------- | -------- | -------- | -------- | -------- | -------- | -------- | -------- | -------- | -------- | -------- | -------- | -------- | -------- | -------- | -------- | -------- | ------------------ |
| Bogenschießen 1 | Bogenschießen 1 |          |          |          |          |          |          |          |          |          |          |          |          |          |          |          |          |          |          |          | 2        |          |          |          |          |          |          |          |          |          |          |          |          | 2                  |
| Krocket         | Krocket         |          |          |          |          |          |          |          |          |          | 1        |          | 1        |          |          |          | 1        |          |          |          |          |          |          |          |          |          |          |          |          |          |          |          |          | 3                  |
| Fechten 2       | Fechten 2       |          |          |          |          |          |          | 1        |          | 1        |          |          |          |          |          |          |          |          |          |          |          |          |          |          |          |          |          |          |          |          |          |          |          | 2                  |
| Leichtathletik  | Leichtathletik  |          |          |          |          |          |          |          |          |          |          |          |          |          |          |          |          |          | 2        | 10       | 8        |          |          | 1        |          | 2        |          |          |          |          |          |          |          | 23                 |
| Schießen        | Schießen        |          |          |          |          |          |          |          |          |          |          |          |          |          |          |          |          |          |          |          |          | 1        |          |          |          |          |          | 2        |          |          | 1        | 5        |          | 9                  |
| Segeln 3        | Segeln 3        |          |          |          |          |          |          |          |          |          |          |          |          |          |          |          |          |          |          |          |          |          |          |          |          |          |          |          |          |          |          |          | 1        | 1                  |
| Tauziehen       | Tauziehen       |          |          |          |          |          |          |          |          |          |          |          |          |          |          |          |          |          |          |          | 1        |          |          |          |          |          |          |          |          |          |          |          |          | 1                  |
| Tennis          | Tennis          |          |          |          |          |          |          |          |          |          |          |          |          |          |          |          | 4        |          |          |          |          |          |          |          |          |          |          |          |          |          |          |          |          | 4                  |
| Entscheidungen  | Entscheidungen  |          |          |          |          |          |          | 1        |          | 1        | 1        |          | 1        |          |          |          | 5        |          | 2        | 10       | 11       | 1        |          | 1        |          | 2        |          | 2        |          |          | 1        | 5        | 1        | 45                 |
|                 |                 | Di. 19.  | Mi. 20.  | Do. 21.  | Fr. 22.  | Sa. 23.  | So. 24.  | Mo. 25.  | Di. 26.  | Mi. 27.  | Do. 28.  | …        | Mi. 4.   | Do. 5.   | Fr. 6.   | …        | Mi. 11.  | …        | Sa. 14.  | So. 15.  | Mo. 16.  | Di. 17.  | Mi. 18.  | Do. 19.  | …        | So. 22.  | …        | Mi. 1.   | Do. 2.   | Fr. 3.   | Sa. 4.   | So. 5.   | Mo. 6.   |                    |
| Juni            | Juni            | Juni     | Juni     | Juni     | Juni     | Juni     | Juni     | Juni     | Juni     | Juni     | Juli     | Juli     | Juli     | Juli     | Juli     | Juli     | Juli     | Juli     | Juli     | Juli     | Juli     | Juli     | Juli     | Juli     | Juli     | August   | August   | August   | August   | August   | August   |          |          |                    |

### August/September/Oktober
| Bogenschießen 1 | Bogenschießen 1 |         |         |         | 4       |         |        |         |         |        |         |           |           |           |           |           |           |           |           |           |           |           |           |         |         |         |         |         |         |         |   |         | 4  |
| Cricket         | Cricket         |         |         |         |         |         |        |         | 1       |        |         |           |           |           |           |           |           |           |           |           |           |           |           |         |         |         |         |         |         |         |   |         | 1  |
| Fußball         | Fußball         |         |         |         |         |         |        |         |         |        |         |           |           |           |           |           |           |           |           |           |           | 1         |           |         |         |         |         |         |         |         |   |         | 1  |
| Golf            | Golf            |         |         |         |         |         |        |         |         |        |         |           |           |           |           |           |           |           |           |           |           |           |           |         |         |         | 1       | 1       |         |         |   |         | 2  |
| Radsport        | Radsport        |         |         |         |         |         |        |         |         |        |         |           |           |           |           | 1         |           | 2         |           |           |           |           |           |         |         |         |         |         |         |         |   |         | 3  |
| Rudern          | Rudern          |         |         |         |         |         |        |         |         |        |         | 4         |           |           |           |           |           |           |           |           |           |           |           |         |         |         |         |         |         |         |   |         | 4  |
| Rugby Union     | Rugby Union     |         |         |         |         |         |        |         |         |        |         |           |           |           |           |           |           |           |           |           |           |           |           |         |         |         |         |         |         |         |   | 1       | 1  |
| Schwimmsport    | Schwimmen       |         | 6       |         |         |         |        | 1       |         |        |         |           |           |           |           |           |           |           |           |           |           |           |           |         |         |         |         |         |         |         |   |         | 7  |
| Schwimmsport    | Wasserball      |         | 1       |         |         |         |        |         |         |        |         |           |           |           |           |           |           |           |           |           |           |           |           |         |         |         |         |         |         |         |   |         | 1  |
| Turnen          | Turnen          |         |         |         |         |         |        |         |         |        |         |           |           |           |           |           |           |           |           |           |           |           |           |         | 1       |         |         |         |         |         |   |         | 1  |
| Entscheidungen  | Entscheidungen  |         | 7       |         | 4       |         |        | 1       | 1       |        |         | 4         |           |           |           | 1         |           | 2         |           |           |           | 1         |           |         | 1       |         | 1       | 1       |         |         |   | 1       | 25 |
|                 |                 | Sa. 11. | So. 12. | Mo. 13. | Di. 14. | Mi. 15. | …      | Sa. 19. | So. 20. | …      | Sa. 25. | So. 26.   | …         | Di. 11.   | Mi. 12.   | Do. 13.   | Fr. 14.   | Sa. 15.   | …         | Do. 20.   | …         | So. 23.   | …         | Sa. 29. | So. 30. | Mo. 1.  | Di. 2.  | Mi. 3.  | …       | So. 14. | … | So. 28. |    |
| August          | August          | August  | August  | August  | August  | August  | August | August  | August  | August | August  | September | September | September | September | September | September | September | September | September | September | September | September | Oktober | Oktober | Oktober | Oktober | Oktober | Oktober | Oktober |   |         |    |

Farblegende

## Teilnehmer

### Überblick

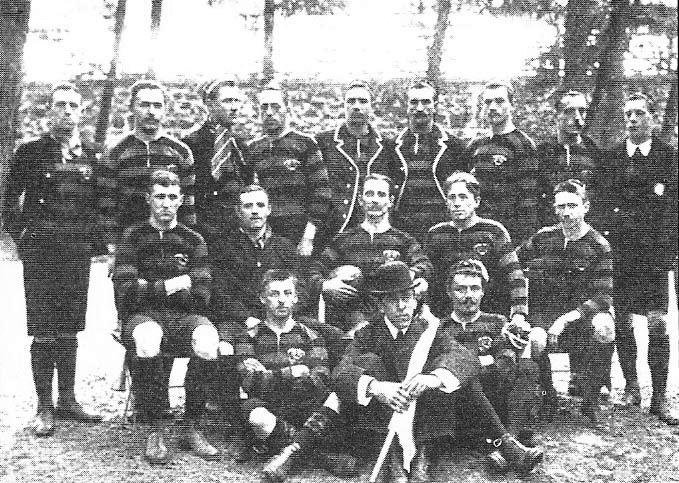
Deutsches Rugbyteam
bei den Olympischen Spielen 1900

Führte die Zuordnung der verschiedenen Wettbewerbe zu den Olympischen Spielen bereits zu Schwierigkeiten, so gilt dies vermehrt noch für die Gesamtzahl der Teilnehmer bzw. der teilnehmenden Nationen. Zum Teil stellten die Teilnehmer auch erst in Paris fest, dass aus demselben Land auch noch andere Sportler angereist waren. So gab es z. B. für das Deutsche Reich eine Mannschaft aus Preußen (hauptsächlich Berlin) und eine aus Bayern (hauptsächlich München), die nichts vorher voneinander wussten und sich erst in Paris kennenlernten.
Das IOC veröffentlichte die Anzahl der Teilnehmer mit 997, darunter 22 Frauen. Diese Zahlen, die natürlich auch in Abhängigkeit zur Menge der olympischen Wettbewerbe zu betrachten sind, müssen bezweifelt werden. Zwar sind die genauen Teilnehmerzahlen auch durch intensive Nachforschungen mangels geeigneter Aufzeichnungen nicht feststellbar, doch nach sporthistorischen Untersuchungen ist für die vom IOC anerkannten olympischen Wettbewerbe von 1186 namentlich bekannten Teilnehmern auszugehen. Die tatsächliche Zahl war jedoch noch höher und wird auf ca. 1500 geschätzt. So existiert für die Sportarten Bogenschießen, Fechten, Reiten, Rudern und Segeln eine Zahl von 288 zusätzlichen Teilnehmern, die nicht namentlich erwähnt sind.
Das IOC gab die Anzahl der teilnehmenden Nationen mit 24 an. Auch diese Zahl ist zu bezweifeln. Es gab nur wenige Nationen, die eine offizielle Delegation nach Paris schickten. Viele Teilnehmer reisten als Privatperson an. Nicht wenige Teilnehmer aus dem Ausland waren zufällig in Paris anwesend oder hatten hier einen Wohnsitz. Sie nahmen meistens kurzentschlossen teil. Insoweit ist es nicht sinnvoll, von der Anzahl teilnehmender Nationen zu sprechen, sondern von der Anzahl verschiedener Nationalitäten der Teilnehmer, die 28 Nationalitäten angehört haben sollen. Der bekannteste diesbezügliche Fall ist die Nationalität des Siegers im Marathonlauf, Michel Théato. Er besaß keine französische Staatsbürgerschaft, sondern die von Luxemburg, was allgemein historisch belegt ist. Luxemburg taucht als teilnehmende Nation in den offiziellen Listen des IOCs aber nicht auf.

### Anzahl und Herkunftsland der Teilnehmer

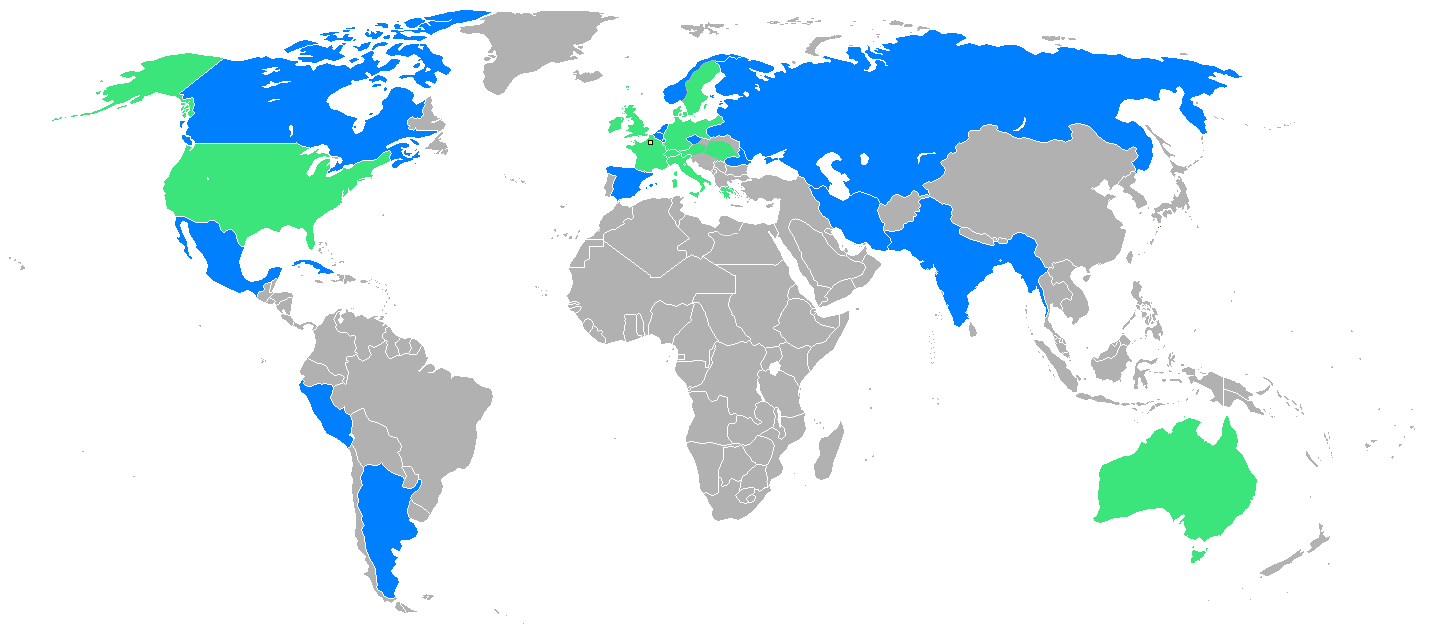
Teilnehmer der Olympischen Spiele 1900:
Erstmalige Teilnahme (blau) und Nationen die bereits teilgenommen haben (grün)

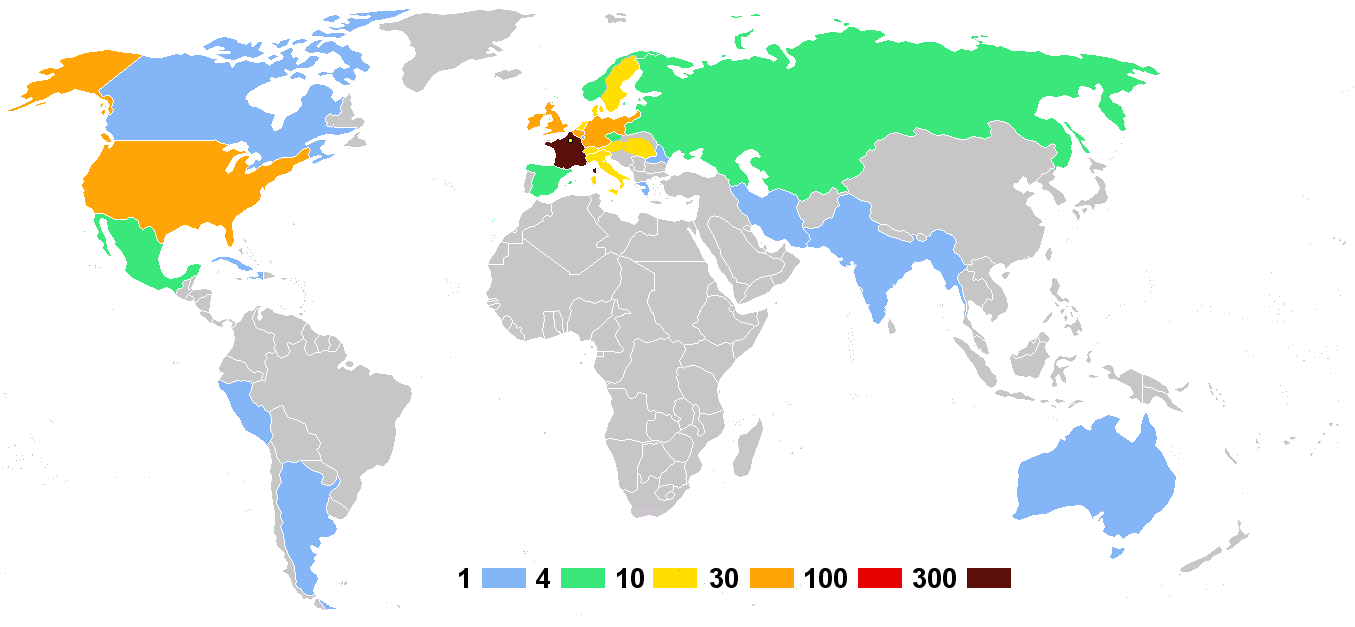
Anzahl der Athleten

Folgende Nationen haben Sportler zu den Olympischen Spielen gesendet:
| Europa (1.106 Athleten aus 18 Nationen)                                                                    | Europa (1.106 Athleten aus 18 Nationen)                                                                      | Europa (1.106 Athleten aus 18 Nationen)                                                             |
| --- | --- | --------------------------------------------------------------------------------------------------- |
| - Belgien* (57) - Böhmen* (7) - Dänemark (13) - Deutsches Reich (78) - Frankreich (715) - Griechenland (3) | - Großbritannien (102) - Italien (25) - Luxemburg* (1) - Niederlande* (28) - Norwegen* (7) - Österreich (13) | - Rumänien* (1) - Russisches Reich* (4) - Spanien* (9) - Schweden (10) - Schweiz (16) - Ungarn (17) |
| Amerika (85 Athleten aus 7 Nationen)                                                                       | | |
| - Argentinien* (1) - Haiti* (1) - Kanada* (2)                                                              | - Kuba* (1) - Mexiko* (4) - Peru* (1)                                                                        | - Vereinigte Staaten (75)                                                                           |
| Asien (2 Athleten aus 2 Nationen)                                                                          | | |
| - Britisch-Indien* (1)                                                                                     | - Persien* (1)                                                                                               | |
| Ozeanien (2 Athleten aus 1 Nation)                                                                         | | |
| - Australien (2)                                                                                           | | |
| Sonstige Mannschaften (23 Athleten)                                                                        | | |
| - Gemischte Mannschaft (23)                                                                                | | |
| (Anzahl der Athleten) * erstmalige Teilnahme an Olympischen Sommerspielen                                  | | |

|                | ARG | AUS | AUT | BEL | BOH | CDN | CUB | DNK | FRA | GER | GBR | GRC | HAI | HUN | IND | IRN | ITA | LUX | MEX | NLD | NOR | PER | ROM | RUS | ESP | SWE | CHE | USA | Summe | namen- los |
| Bogenschießen  |     |     |     | 04  |     |     |     |     | 013 |     |     |     |     |     |     |     |     |     |     |     |     |     |     |     |     |     |     |     | 017   | 136        |
| Cricket        |     |     |     |     |     |     |     |     | 012 |     | 012 |     |     |     |     |     |     |     |     |     |     |     |     |     |     |     |     |     | 024   |            |
| Krocket        |     |     |     | 01  |     |     |     |     | 09  |     |     |     |     |     |     |     |     |     |     |     |     |     |     |     |     |     |     |     | 010   |            |
| Fechten        | 01  |     | 09  | 05  |     |     | 01  | 01  | 216 | 02  | 01  |     | 01  | 05  |     | 01  | 010 |     |     | 01  |     | 01  |     | 02  | 01  | 01  | 03  | 02  | 0264  | 012        |
| Fußball        |     |     |     | 011 |     |     |     |     | 013 |     | 011 |     |     |     |     |     |     |     |     |     |     |     |     |     |     |     |     |     | 035   |            |
| Golf           |     |     |     |     |     |     |     |     | 09  |     | 04  | 01  |     |     |     |     |     |     |     |     |     |     |     |     |     |     |     | 08  | 022   |            |
| Leichtathletik |     | 01  | 01  |     | 04  | 02  |     | 04  | 022 | 06  | 09  | 02  |     | 09  | 01  |     | 02  | 01  |     |     | 02  |     |     |     |     | 08  |     | 043 | 0117  |            |
| Pelota         |     |     |     |     |     |     |     |     | 02  |     |     |     |     |     |     |     |     |     |     |     |     |     |     |     | 02  |     |     |     | 04    |            |
| Polo           |     |     |     |     |     |     |     |     | 06  |     | 06  |     |     |     |     |     |     |     | 04  |     |     |     |     |     | 01  |     |     | 03  | 020   |            |
| Radsport       |     |     |     | 01  | 01  |     |     |     | 059 | 03  |     |     |     |     |     |     | 07  |     |     |     |     |     |     |     |     |     |     | 01  | 072   |            |
| Reiten         |     |     |     | 03  |     |     |     |     | 07  |     |     |     |     |     |     |     | 02  |     |     |     |     |     |     | 02  |     |     |     | 01  | 015   | 050        |
| Rudern         |     |     |     | 09  |     |     |     |     | 040 | 021 | 01  |     |     |     |     |     | 01  |     |     | 013 |     |     |     |     | 05  |     |     | 09  | 099   | 09         |
| Rugby          |     |     |     |     |     |     |     |     | 017 | 015 | 015 |     |     |     |     |     |     |     |     |     |     |     |     |     |     |     |     |     | 047   |            |
| Schießen       |     |     |     | 010 |     |     |     | 05  | 034 | 01  | 01  |     |     |     |     |     |     |     |     | 07  | 05  |     | 01  |     |     |     | 08  |     | 072   |            |
| Schwimmen      |     | 01  | 03  | 01  |     |     |     | 01  | 047 | 06  | 07  |     |     | 01  |     |     | 02  |     |     | 04  |     |     |     |     |     | 1   |     | 02  | 076   |            |
| Segeln         |     |     |     |     |     |     |     |     | 073 | 04  | 010 |     |     |     |     |     |     |     |     | 03  |     |     |     |     |     |     | 03  | 02  | 095   | 081        |
| Tauziehen      |     |     |     |     |     |     |     | 03  | 06  |     |     |     |     |     |     |     |     |     |     |     |     |     |     |     |     | 03  |     |     | 012   |            |
| Tennis         |     |     |     |     | 01  |     |     |     | 014 |     | 06  |     |     |     |     |     |     |     |     |     |     |     |     |     |     |     |     | 05  | 026   |            |
| Turnen         |     |     |     | 02  | 01  |     |     |     | 108 | 014 | 05  |     |     | 02  |     |     | 01  |     |     |     |     |     |     |     |     |     | 02  |     | 0135  |            |
| Wasserball     |     |     |     | 010 |     |     |     |     | 028 | 07  | 013 |     |     |     |     |     |     |     |     |     |     |     |     |     |     |     |     |     | 058   |            |
| Summe A        | 01  | 02  | 013 | 057 | 07  | 02  | 01  | 014 | 735 | 079 | 101 | 03  | 0 1 | 017 | 01  | 01  | 025 | 01  | 04  | 028 | 07  | 01  | 01  | 04  | 09  | 013 | 016 | 076 | 1.220 | 288        |
| Doppelstarter  |     |     |     |     |     |     |     | 01  | 020 | 03  | 06  |     |     |     |     |     |     |     |     |     |     |     |     |     |     | 03  |     | 1   | 034   |            |
| Summe B        | 01  | 02  | 013 | 057 | 07  | 02  | 01  | 013 | 715 | 076 | 095 | 03  | 01  | 017 | 01  | 01  | 025 | 01  | 04  | 028 | 07  | 01  | 01  | 04  | 09  | 010 | 016 | 075 | 1.186 |            |

### Teilnahme von Frauen
Die erstmalige Beteiligung von Frauen an Olympischen Spielen war das herausragende Merkmal der Spiele von Paris. An sechs Wettbewerben in vier Sportarten nahmen Frauen teil. Es war die schweizerische Gräfin Hélène de Pourtalès, die am 22. Mai bei den Segelwettbewerben in der Bootsklasse 1–2 Tonnen zur Besatzung zählte, und damit nicht nur erste teilnehmende Frau in der olympischen Geschichte war, sondern gleich auch erste Olympiasiegerin. Zusammen mit ihrem Mann und ihrem Neffen führte sie ihr Boot zum Sieg. Sieben Wochen später gewann die Britin Charlotte Cooper die Damenkonkurrenz im Tennis, und mit einem weiteren Sieg im gemischten Doppel wurde sie am selben Tag die erste zweifache Olympiasiegerin. Die deutschjüdische Pragerin Hedwig Rosenbaum gewann im Tennis zwei Bronzemedaillen, wobei das Mixed als national gemischtes Team gezählt wird. 
| Frauen  | BOH | FRA | GBR | SUI | USA | Summe |
| ------- | --- | --- | --- | --- | --- | ----- |
| Krocket |     | 03  |     |     |     | 03    |
| Golf    |     | 05  |     |     | 05  | 10    |
| Segeln  |     |     |     | 01  |     | 01    |
| Tennis  | 01  | 03  | 01  |     | 02  | 07    |
| Summe   | 01  | 11  | 01  | 01  | 07  | 21    |

Die Hintergründe um die Teilnahme einer 22. Frau an den olympischen Wettbewerben ist beispielhaft für die allgemeine lückenhafte Aufarbeitung und schwierige Auslegung im Zusammenhang mit den Umständen, unter denen sich die Olympischen Spiele 1900 abspielten. Die französische Reiterin Elvira Guerra beteiligte sich nachweislich an den Wettbewerben der Weltausstellung, und zwar in der Disziplin Vorführen von Reitpferden (Chevaux de selle). In den Listen des IOCs wird dieser Wettbewerb jedoch nicht als olympisch angesehen. Somit ist prinzipiell ausgeschlossen, dass Elvira Guerra offiziell als Teilnehmerin an den Olympischen Spielen geführt wird.

## Medaillen, Preise, Ehrungen

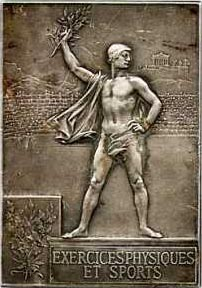
Plakette der Weltausstellung
für einige Sportwettbewerbe

Eine Auszeichnung der ersten drei Plätze in der heutigen Form mit Gold-, Silber- und Bronzemedaille hatte es 1900 nicht gegeben. Bei einigen Sportarten und Wettbewerben, so in der Leichtathletik, im Rudern, Segeln, Schwimmen, Turnen und Schießen, wurden Plaketten aus vergoldetem Silber (1. Platz), Silber (2. Platz) und Bronze (3. Platz) vergeben. Manche Sportler erhielten diese erst Monate später zugeschickt.
Die hauptsächlichen Preise bestanden aus Kunstobjekten, wie kleine Statuen oder Anstecknadeln, und aus Gebrauchsgegenständen, wie Spazierstöcke, Brieftaschen, Schreibmappen, Uhren etc. Die Organisation hatte für diese Preise in ihrer Ausschreibung einen Wert festgestellt, der für die tatsächlich ausgehändigten Objekte aber weit überhöht war. Dies führte unter den Athleten zu einer allgemeinen Empörung. Viele ließen ihre Preise schätzen und erfuhren, dass sie manchmal nur wenige Francs wert waren. Einige Athleten dachten daran, ihre Preise zurückzugeben.
Eine Ehrung als Olympiasieger gab es nicht, denn die Organisatoren der Weltausstellung hatten es bewusst vermieden, ihre Wettbewerbe unter dem Titel Olympische Spiele auszurichten. Die einzelnen Wettkämpfe trugen dafür höchst unterschiedliche Bezeichnungen, wie Championat du monde, Grand Prix international de l’Exposition, Grand Prix international de Paris, Prix de la ville etc. Die Titel waren eher belanglos und hatten keinen offiziellen Charakter, zumal es nur wenige Sportverbände in jener Zeit gab, die regelmäßige internationale Titelkämpfe, wie Weltmeisterschaften, organisierten.
Die meisten Athleten erfuhren erst Jahre später, dass sie an Olympischen Spielen teilgenommen hatten. Manche Länder unternahmen den anerkennenswerten Versuch, ihre Olympiasieger und Platzierten Jahrzehnte später noch zu ehren. In Ermangelung ausreichender Aufklärungsarbeit über die Geschehnisse gab es dabei jedoch auch manchen nicht reparablen Irrtum. Beispielhaft hierfür ist die Begebenheit um den französischen Radrennfahrer Ferdinand Vasserot. Er war Teilnehmer im Bahnsprint über 2000 Meter. 60 Jahre später, als Frankreich seine Medaillensieger aller Olympischen Spiele auszeichnete, erfuhr nicht nur der Sieger, Albert Taillandier, erstmals von seinem Olympiasieg, sondern auch Vasserot davon, dass er angeblich den zweiten Platz belegt habe. Erst Jahre später, als Vasserot schon längst gestorben war, wurde festgestellt, dass der zweite Platz von ihm ein Semifinallauf war, den er gegen den späteren Dritten im Finallauf, John Henry Lake, verloren hatte.

## Herausragende Sportler und Leistungen
Es gab insgesamt 26 Sportler, die zwei Siege oder mehr erringen konnten, doch der US-amerikanische Leichtathlet Alvin Kraenzlein überragte alle. Mit seinen Siegen im Sprint über 60 Meter, im Hürdenlauf über 110 und 200 Meter, sowie im Weitsprung war er der erfolgreichste Leichtathlet dieser Olympischen Spiele und zudem der erste erfolgreiche universelle Leichtathlet der olympischen Geschichte.
| Die erfolgreichsten Teilnehmer | Die erfolgreichsten Teilnehmer | Die erfolgreichsten Teilnehmer | Die erfolgreichsten Teilnehmer | Die erfolgreichsten Teilnehmer | Die erfolgreichsten Teilnehmer | Die erfolgreichsten Teilnehmer | Die erfolgreichsten Teilnehmer |
| Platz                          | Athlet                         | Land                           | Sportart                       | Silber                         | Bronze                         | Dritter                        | Gesamt                         |
| ------------------------------ | ------------------------------ | ------------------------------ | ------------------------------ | ------------------------------ | ------------------------------ | ------------------------------ | ------------------------------ |
| 01                             | Alvin Kraenzlein               | USA                            | Leichtathletik                 | 4                              | —                              | —                              | 4                              |
| 02                             | Konrad Stäheli                 | SUI                            | Schießen                       | 3                              | —                              | 1                              | 4                              |
| 03                             | Ray Ewry                       | USA                            | Leichtathletik                 | 3                              | —                              | —                              | 3                              |
| 03                             | John Arthur Jarvis             | GBR                            | Schwimmen                      | 3                              | —                              | —                              | 3                              |
| 05                             | Irving Baxter                  | USA                            | Leichtathletik                 | 2                              | 3                              | —                              | 5                              |
| 06                             | Walter Tewksbury               | USA                            | Leichtathletik                 | 2                              | 2                              | 1                              | 5                              |
| 07                             | Hubert Van Innis               | BEL                            | Bogenschießen                  | 2                              | 2                              | —                              | 4                              |
| 08                             | Charles Bennett                | GBR                            | Leichtathletik                 | 2                              | 1                              | —                              | 3                              |
| 09                             | Alfred Tysoe                   | GBR                            | Leichtathletik                 | 2                              | —                              | —                              | 2                              |
| 09                             | John Rimmer                    | GBR                            | Leichtathletik                 | 2                              | —                              | —                              | 2                              |

Mit Ausnahme des Weitsprungs dominierten Irving Baxter und Ray Ewry die übrigen Sprungwettbewerbe in der Leichtathletik, wobei Baxter in den Standsprungwettbewerben stets Ewry den Vortritt lassen musste. Für Ewry begann 1900 eine Siegesserie, die bis in die heutige Zeit unerreicht blieb. Er gewann von 1900 bis 1908 an vier aufeinanderfolgenden Olympischen Spielen, die Zwischenspiele 1906 einbezogen, alle ausgetragenen Standsprungwettbewerbe. Mit insgesamt acht Goldmedaillen gehört er zu den zehn erfolgreichsten Olympiateilnehmern aller Zeiten. Unter Hinzurechnung seiner beiden Siege 1906 wäre er sogar nach Michael Phelps der erfolgreichste Sportler der olympischen Geschichte.
Walter Tewksbury erzielte mit seinen fünf gewonnenen Medaillen eine bis heute unerreichte Leistung. Kein Läufer hat in der Leichtathletik bei denselben Olympischen Spielen mehr Medaillen in den individuellen Laufdisziplinen erreicht.
Um den Sieger im Marathonlauf, Michel Théato, gibt es neben den Verwirrungen hinsichtlich seiner Nationalität auch vielerlei Gerüchte und Anekdoten. Unbestritten ist jedoch, der er bis in die heutige Zeit der jüngste Sieger im Marathonlauf der olympischen Geschichte ist.
Charles Sands ist der erste Vielzwecksportler der olympischen Geschichte. Er gewann die Golfkonkurrenz und nahm außerdem im Tennis teil, wo er jedoch in allen drei Wettbewerben (Herreneinzel, Herrendoppel und Mixed) bereits in der ersten Runde ausschied. Dies ist umso erstaunlicher, weil Sands Hauptinteresse dem Tennis galt. Bei den Olympischen Sommerspielen 1908 in London beteiligte er sich an einer dritten olympischen Sportart, dem Jeu de Paume. Auch hier schied er schon in der ersten Runde aus.